# Cuiyuehu
Cuiyuehu (kinesiska: 翠月湖镇, 翠月湖) är en köping i Kina. Den ligger i provinsen Sichuan, i den sydvästra delen av landet, omkring 47 kilometer nordväst om provinshuvudstaden Chengdu. Antalet invånare är 14 299. Befolkningen består av 7 066 kvinnor och 7 233 män. Barn under 15 år utgör 10,0 %, vuxna 15-64 år 77 %, och äldre över 65 år 11,0 %.
Genomsnittlig årsnederbörd är 1 318 millimeter. Den regnigaste månaden är juli, med i genomsnitt 377 mm nederbörd, och den torraste är december, med 11 mm nederbörd.